# All I Ever Wanted (album Kelly Clarkson)
All I Ever Wanted è il quarto album in studio della cantante statunitense Kelly Clarkson, pubblicato il 6 marzo 2009 dalla RCA Records.
Per la produzione dell'album la Clarkson ha collaborato con Ryan Tedder, frontman degli OneRepublic.

## Singoli
Il primo singolo estratto è My Life Would Suck Without You, pubblicato il 16 gennaio 2009 come download digitale. La première in radio negli Stati Uniti è stata fatta martedì 13 gennaio 2009 e la canzone è stata ufficialmente aggiunta alle playlist radiofoniche statunitensi il 19 gennaio 2009. Il secondo singolo è stato I Do Not Hook Up, seconda traccia del disco, la quale è stata diffusa nelle radio statunitensi il 30 marzo 2009, anche se è era già precedentemente trasmessa da quelle australiane. Negli Stati Uniti ha avuto discreti risultati in classifica. Il terzo singolo estratto è Already Gone, la prima ballata che vede la collaborazione di Ryan Tedder.

## Tracce
1. My Life Would Suck Without You – 3:32 (Max Martin, Dr. Luke, Claude Kelly)
2. I Do Not Hook Up – 3:20 (Katy Perry, Kara DioGuardi, Greg Wells)
3. Cry – 3:34 (Kelly Clarkson, Jason Halbert)
4. Don't Let Me Stop You – 3:30 (Claude Kelly, Josef Larossi, Andreas Quiz Romdhane, Mats Valentin)
5. All I Ever Wanted – 3:59 (Samuel Watters, Louis Biancaniello, Aranda Dameon)
6. Already Gone – 4:41 (Kelly Clarkson, Ryan Tedder)
7. If I Can't Have You – 3:39 (Kelly Clarkson, Ryan Tedder)
8. Save You – 4:03 (Ryan Tedder, Aimee Proal)
9. Whyyawannabringmedown – 2:42 (Samuel Watters, Louis Biancaniello, Aranda Dameon)
10. Long Shot – 3:36 (Katy Perry, Glen Ballard, Matt Thiessen)
11. Impossible – 3:23 (Kelly Clarkson, Ryan Tedder)
12. Ready – 3:05 (Kelly Clarkson, Aben Eubanks)
13. I Want You – 3:31 (Kelly Clarkson, Samuel Watters, Louis Biancaniello)
14. If No One Will Listen – 4:05 (Keri Noble)

Tracce bonus nell'edizione deluxe
1. Tip of My Tongue – 4:19 (Kelly Clarkson, Ryan Tedder)
2. The Day We Fell Apart – 4:05 (Samuel Watters, Louis Biancaniello, Vidal Davis, Andre Harris)

DVD bonus nell'edizione deluxe
1. My Life Would Suck Without You (Making of the Video)
2. Making of the Album
3. My Life Would Suck Without You (Music Video)
4. Photo Gallery

## Classifiche
| Classifica (200)  | Posizione massima |
| ----------------- | ----------------- |
| Australia         | 2                 |
| Austria           | 4                 |
| Belgio (Vallonia) | 45                |
| Finlandia         | 32                |
| Germania          | 4                 |
| Irlanda           | 4                 |
| Italia            | 48                |
| Messico           | 28                |
| Nuova Zelanda     | 6                 |
| Paesi Bassi       | 6                 |
| Regno Unito       | 3                 |
| Spagna            | 40                |
| Stati Uniti       | 1                 |
| Svezia            | 15                |
| Svizzera          | 7                 |

## Date di pubblicazione
| Paese       | Data          | Formati               | Etichetta   |
| ----------- | ------------- | --------------------- | ----------- |
| Belgio      | 13 marzo 2009 | CD, download digitale | Sony BMG    |
| Germania    | 13 marzo 2009 | CD, download digitale | Sony BMG    |
| Australia   | 7 marzo 2009  | CD, download digitale | Sony BMG    |
| Regno Unito | 9 marzo 2009  | CD, download digitale | Sony BMG    |
| Stati Uniti | 10 marzo 2009 | CD, download digitale | RCA Records |
| Canada      | 10 marzo 2009 | CD, download digitale | RCA Records |
| Italia      | 13 marzo 2009 | CD, download digitale | Sony BMG    |